# Нордгрен, Оливия
Оливия Нордгрен (швед. Olivia Lovisa Nordgren, 27 февраля 1880 — 7 июня 1969) — шведский политик, активистка профсоюзного движения.

## Биография
Оливия Ларссон родилась в 1880 г. в Сконе. Она была дочерью фермера, но в детстве жила то у одного родственника, то у другого. В возрасте 14 лет она отправилась в Треллеборг, где её взяли ученицей на работу в типографию, печатавшую газету Trelleborgs Allehanda. Там она проработала до 1911 г.
Оливия стала активной участницей профсоюзного движения: с 1908 по 1922 гг. она была членом совета треллеборгского отделения Typografförbundet («Профсоюза типографских работников»). Она вступила в Социал-демократическую партию и участвовала сначала в местном молодёжном и женском движении, а затем трудовой коммуне Треллеборга, где её избирали на ответственные должности. Целью движения была борьба за женское избирательное право, которое по результатам голосования 1909 г. им не было предоставлено. Оливия, будучи замужней женщиной, имела право высказывать своё мнение и представлять свою партию в городе. В 1915 г. Оливия была избрана в городской совет Треллеборга и работала там до 1934 г. Она входила в состав различных органов власти и советов, в том числе была членом и директором городского управления снабжения во время Первой мировой войны.
После реформы избирательного права в 1919—1921 гг., после которой женщины получили все права, Оливия в 1923—1950 гг. избиралась как в ландстинг Мальмёхуса, а в 1925—1952 гг. — во вторую палату риксдага. Она также была избрана в национальный совет Социал-демократической партии. На парламентской и партийной работе она защищала право женщины на труд и вообще видела себя в первую очередь представительницей женщины, решала социальные вопросы, участвовала в различных коллегиях и комиссиях по вопросам здравоохранения, положения пенсионеров, пособий сиротам, пенсиям для вдов и др. Кроме того Оливия Нордгрен публиковала публицистические статьи.
В 1945 г. Оливия получила медаль Иллис Кворум 12-й степени в знак признания её гражданского вклада.
Оливия Нордгрен умерла в 1969 г. Похоронена в Треллеборге.

## Личная жизнь
Во время работы в типографии Оливия от печатника Адольфа Сандберга родила троих детей, один из которых умер в младенчестве. В 1908 г. она вышла замуж за редактора газеты Arbetet Сета Норда и взяла себе фамилию Нордгрен. В этом браке в 1909 г. у неё родилась дочь. После смерти Сандберга её первые дети тоже жили вместе с ней.